# Gustav-Schwab-Museum

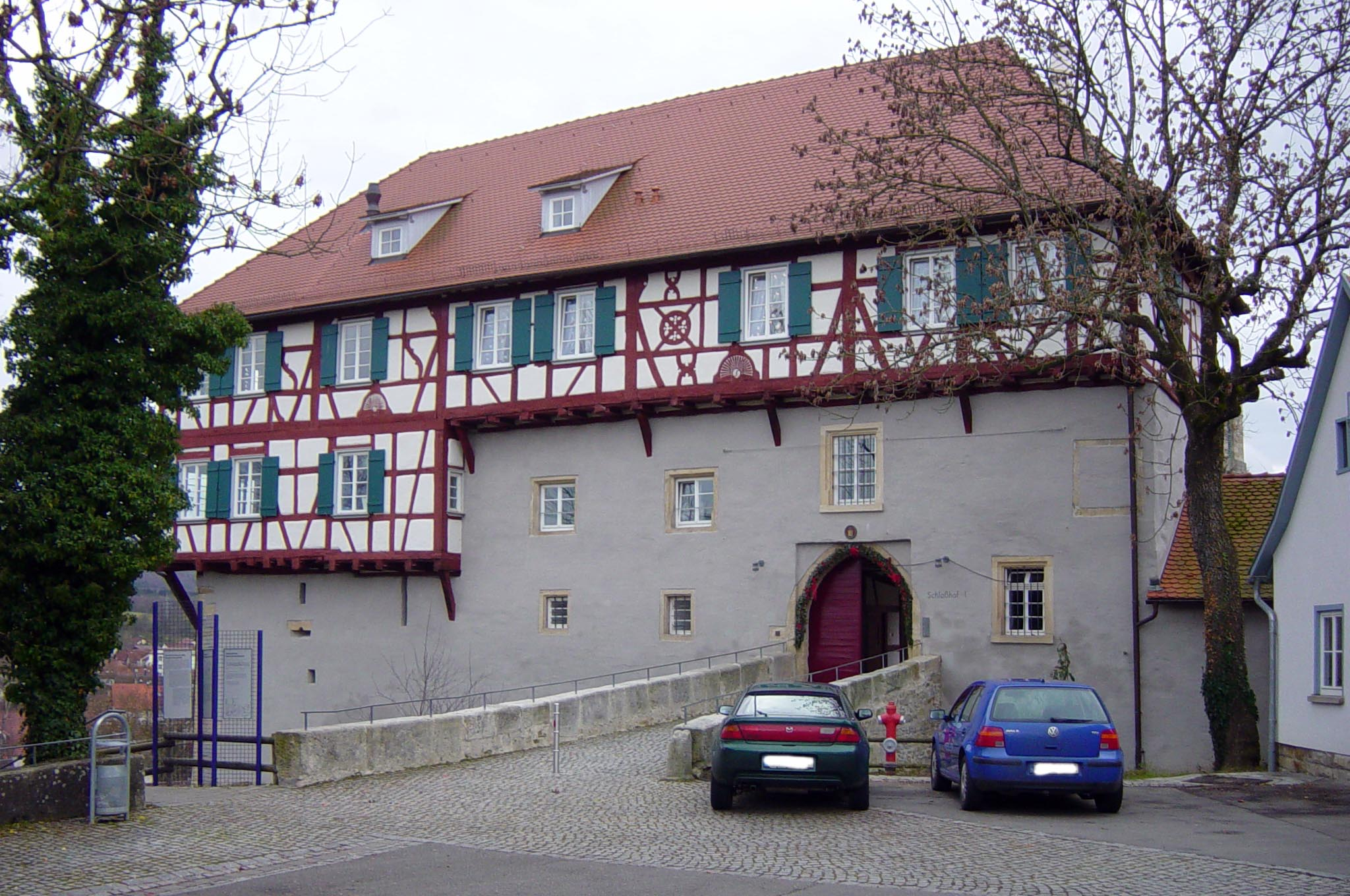
Schloss Gomaringen (2007)

Das Gustav-Schwab-Museum ist ein Literaturmuseum für den württembergischen Schriftsteller Gustav Schwab und befindet sich im Schloss Gomaringen.

## Geschichte und Beschreibung
Gustav Schwab amtierte von 1837 bis 1841 als Pfarrer in Gomaringen. Als Wohn- und Amtssitz diente ihm das Schloss Gomaringen, das bis 1993 als Pfarrhaus genutzt wurde. Hier entstanden zahlreiche von Schwabs Gedichten, hier verfasste er seine Biographie über Friedrich Schiller und seine berühmten Sagen des klassischen Altertums (1838–1840). Mehrfach erhielt er Besuch von befreundeten Literaten, wie Ludwig Uhland und Justinus Kerner, Nikolaus Lenau lobte die Spätzle und staunte über den schwäbischen Dialekt des Hausherrn.
Das Schloss ist seit 1994 im Besitz der Gemeinde und wurde den folgenden Jahren aufwändig saniert. 1998 wurde es vom Gomaringer Geschichts- und Altertumsvereins als kulturelles Zentrum eröffnet, das neben dem Gustav-Schwab-Museum auch die Volkshochschule und eine Musikschule beherbergt. In zwei Räumen im Obergeschoss, Schwabs früherer Wohnung, werden Bilder, Dokumente und Erstausgaben gezeigt, die an seinen Gomaringer Aufenthalt erinnern. Besondere Würdigung erfahren dabei Schwabs landeskundliche Forschungen zur Schwäbischen Alb. Die Ausstellung entstand in enger Zusammenarbeit mit der Arbeitsstelle für Literarische Museen mit Sitz in Marbach am Neckar.